# ساختمان وان ورلدواید پلازا

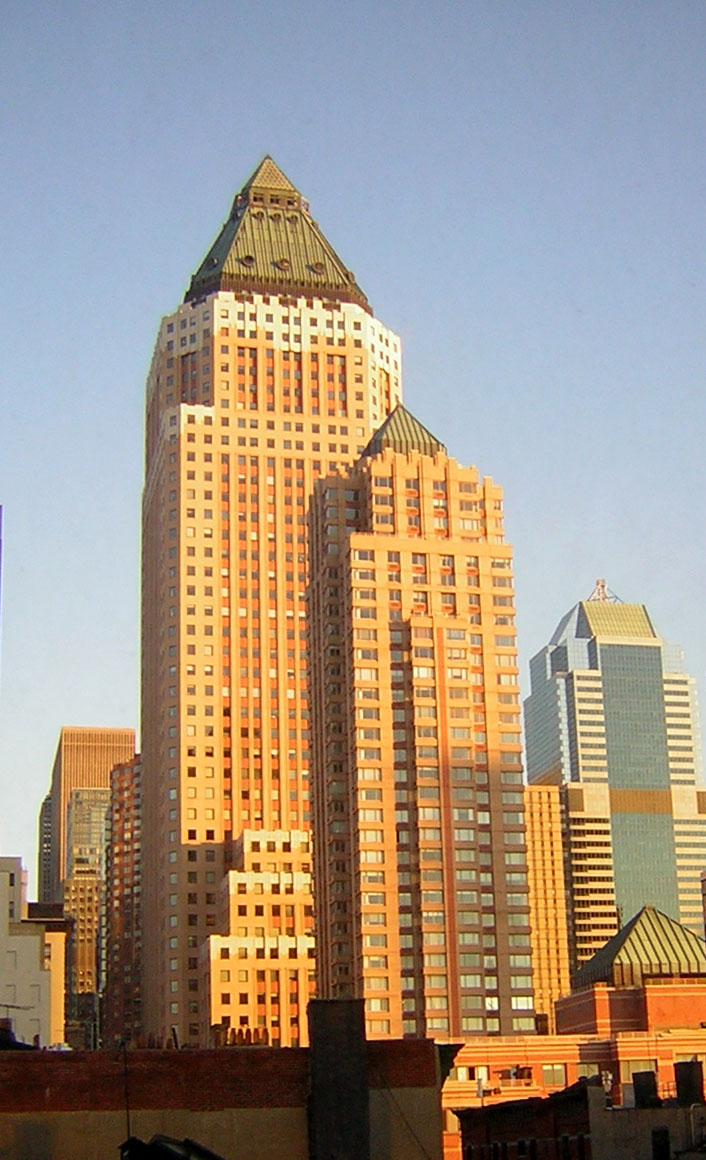
ساختمان وان ورلدواید پلازا در منهتن، نیویورک

وان ورلدواید پلازا (به انگلیسی: One Worldwide Plaza) جزئی از مجموعه سه ساختمانی با کابری‌های تجاری و مسکونی با نام ورلدواید پلازا در منهتن، در نیویورک، در ایالات متحده آمریکا است. ساخت این ساختمان در سال ۱۹۸۶ آغاز شد و در ۱۹۸۹ میلادی خاتمه یافت. وان ورلدواید پلازا یک ساختمان تجاری در خیابان هشتم، شماره ۸۲۵ است. دو برج دیگر مسکونی هستند. این مجموعه که کل یک بلوک شهری را اشغال کرده، به خیابان‌های هشتم، نهم، چهل‌ونهم و پنجاهم محدود شده‌است.
این برج را دیوید چایلدز از شرکت اسکیدمور، اوینگز اند مریل طراحی کرد، و ویلیام زاکنردورف کارفرمای آن بود.
وان ورلدواید پلازا با ۴۹ طبقه و ۲۳۷ متر ارتفاع، هفدهمین آسمان‌خراش بلند در نیویورک، پنجاه‌وسومین در ایالات متحده آمریکا و یکصد و هفتاد و پنجمین در جهان است.

## نگارخانه

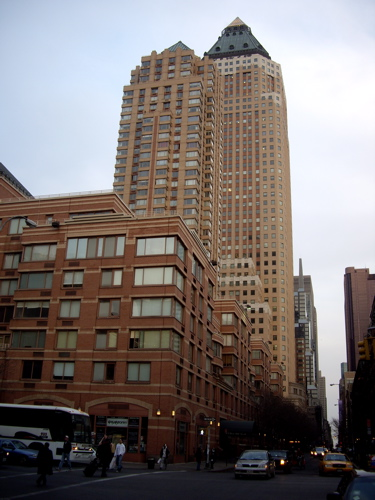
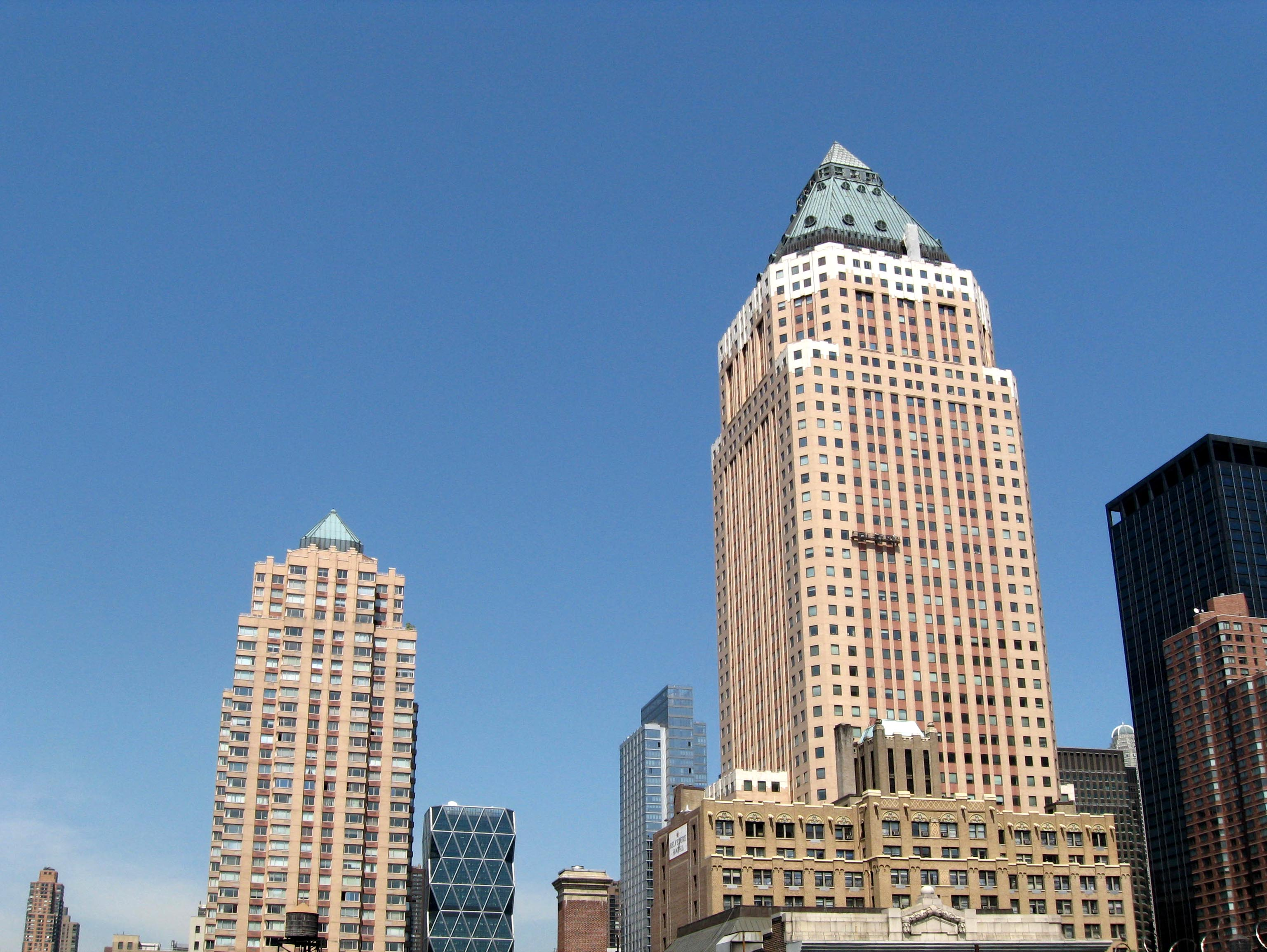
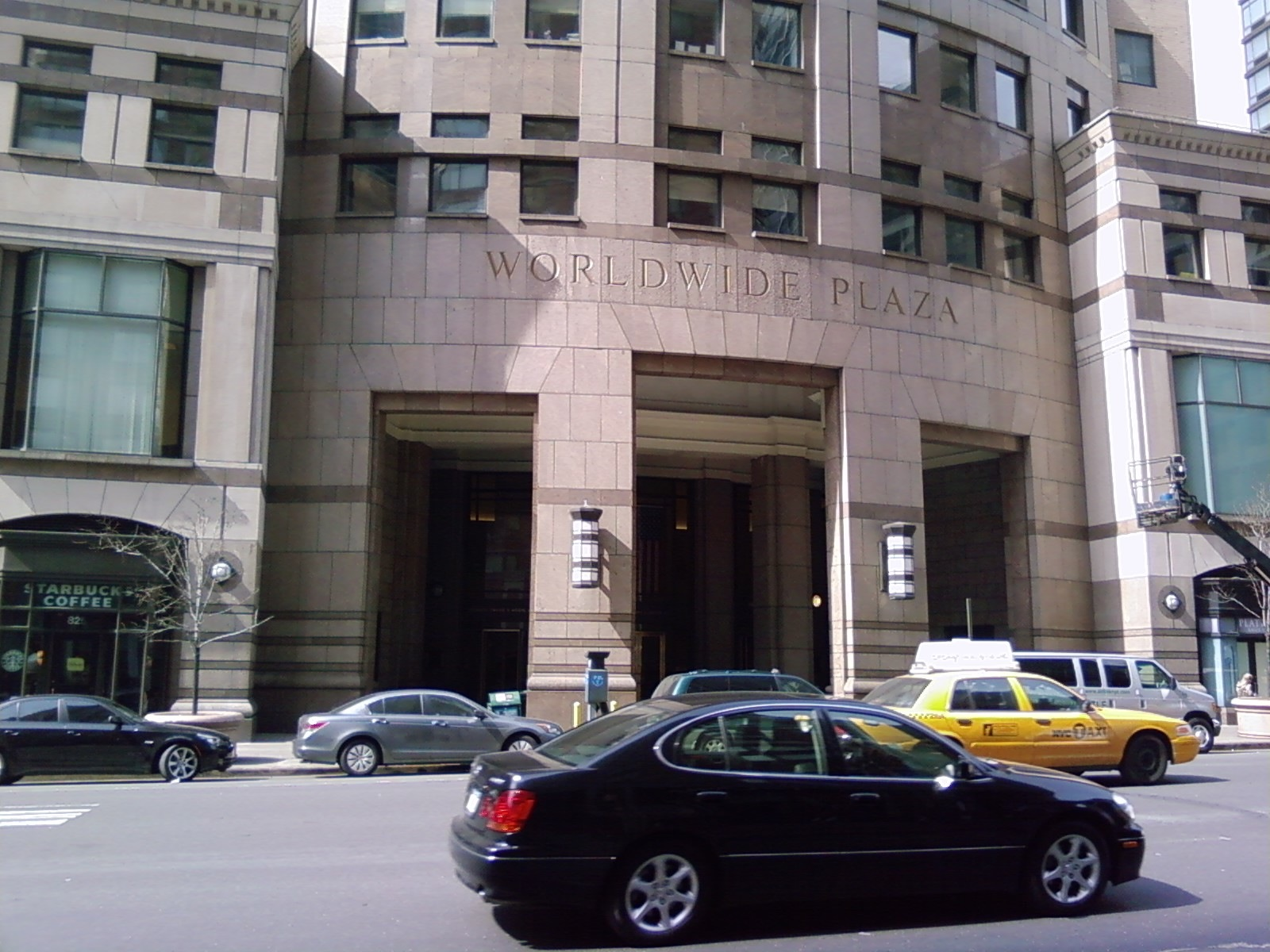